# 裴姓
裴姓，在《百家姓》中排第197位。

## 起源
- 源自嬴姓，《通志·氏族略》記載，裴姓是伯益的後代，而根据出土唐代裴氏墓志铭的记载，裴氏普遍认为本族的始祖是秦桓公之子后子针。 魏晉以還，河東裴氏是关中六郡姓之一，唐代仍有十七位宰相，宰相数位居唐朝士族之首。
- 源自少数民族，疏勒国王裴绰、裴阿摩支、裴夷健、裴安定、裴国良、裴冷冷等均姓裴。

## 分布
在中國，此姓主要分佈在山西省夏县一带。此姓氏在越南約佔當地人口2%。在韓國亦有分佈，但「裴」字在韓語漢字作，但在中文及日語中均被視為異體字。

## 郡望
- 河东郡

## 堂号
- 绿野堂

## 延伸阅读
[在维基数据编辑]
 《百家姓》
 《欽定古今圖書集成·明倫彙編·氏族典·裴姓部》，出自陈梦雷《古今圖書集成》